# This Time Around: Live in Tokyo
This Time Around: Live in Tokyo — живий альбом англійської групи Deep Purple, який був випущений у вересні 2001 року.

## Композиції
1. Burn — 8:08
2. Lady Luck — 2:58
3. Love Child — 4:29
4. Gettin' Tighter — 16:02
5. Smoke on the Water/Georgia on My Mind — 9:31
6. Wild Dogs — 6:05
7. I Need Love — 5:47
8. Soldier of Fortune — 1:47
9. Jon Lord solo — 9:43
10. Lazy — 13:07
11. This Time Around — 3:38
12. Owed to G — 3:29
13. Tommy Bolin guitar solo — 7:09
14. Drifter — 4:55
15. You Keep on Moving — 5:59
16. Stormbringer — 8:51
17. Highway Star — 7:30

## Склад
- Девід Ковердейл — вокал
- Томмі Болін — гітара
- Джон Лорд — клавішні
- Гленн Х'юз — бас-гітара
- Іан Пейс — ударні